# Pictures at Eleven
Albums de Robert Plant
The Principle of Moments
(1983)
Singles
1. Burning Down One Side
Sortie : septembre 1982
2. Pledge Pin
Sortie : novembre 1982
3. Worse Than Detroit (promo US)
Sortie : 1982
4. Slow Dancer (promo US)
Sortie : 1982

Pictures at Eleven est le premier album studio en solo du chanteur anglais Robert Plant après la dissolution de Led Zeppelin. Il est sorti le 28 juin 1982 sur le label Swan Song Records et a été produit par Robert Plant lui-même.

## Historique
Cet album est enregistré aux Studios Rockfield de Rockfield au Pays de Galles entre la fin 1981 et le début 1982. Pour cet album Plant s'entoure du guitariste Robbie Blunt qui officiait entre 1976 et 1979 avec le groupe de blues britannique Stan Webb's Chicken Shack, du bassiste Paul Martinez un musicien de session, du claviériste Gerald "Jezz" Woodroffe dont on peut entendre le jeu sur l'album Technical Ecstasy de Black Sabbath. C'est au niveau des batteurs qu'on trouve des célébrités comme Phil Collins (Genesis) qui joue sur six chansons et Cozy Powell, (Jeff Beck, Rainbow) sur les deux autres. 
Le titre de l'album est une référence à une phrase souvent entendue lors des journaux télévisés de la télévision américaine, annonçant le développement d'une information dans le journal de 23 heures (eleven p.m.). Robert Plant avouera qu'il en a bavé pour trouver un son unique au disque, interrompant l'enregistrement de l'album à sa moitié pour demander à l'ingénieur du son Benji Lefevre (qui avait travaillé pendant des années pour Led Zeppelin) si le son n'était pas trop proche de celui du dirigeable. Ce-dernier le rassura en lui indiquant que le son et les humeurs étaient très opposées à celles de l'ancien groupe du chanteur, Plant menaçant d'arrêter tout en cas du contraire.
Pictures at Eleven est le seul album solo de Robert Plant publié chez Swan Song Records. En 1983, le label disparaît des suites de la séparation de Led Zeppelin et Plant en profite pour créer le sien, Es Paranza, qui sera distribué par Atlantic Records.
L'album se classe notamment à la 2e place des charts britanniques et à la 5e place du Billboard 200 américain. Il sera récompensé un disque de platine aux États-Unis et au Canada.
En 2007, une réédition remastérisée, avec deux titres bonus, est publiée par Rhino Entertainment.

## Liste des titres
- Tous les titres sont composés par Robert Plant et Robbie Blunt sauf indications

| 1. | Burning Down One Side | Plant, Blunt et Jezz Woodroffe | 3:55 |
| 2. | Moonlight in Samosa   |                                | 3:58 |
| 3. | Pledge Pin            |                                | 4:01 |
| 4. | Slow Dancer           |                                | 7:43 |

| 1. | Worse Than Detroit        |                         | 5:55 |
| 2. | Fat Lip                   | Plant, Blunt, Woodroffe | 5:05 |
| 3. | Like I've Never Been Gone |                         | 5:56 |
| 4. | Mystery Title             |                         | 5:16 |

| 9.  | Far Post                                                               | Plant, Blunt, Woodroffe | 4:42 |
| 10. | Like I've Never Been Gone (Live at Houston, 1983) (featuring Bob Mayo) |                         | 7:31 |

## Musiciens
- Robert Plant : Chant
- Robbie Blunt : guitares
- Jezz Woodroffe : claviers, synthétiseurs
- Paul Martinez : basse
- Raphael Ravenscroft : saxophone sur Piedge Pin
- Phil Collins : batterie sauf sur Slow Dancer et Like I've Never Been Gone
- Cozy Powell : batterie sur Slow Dancer et Like I've Never Been Gone

## Charts et certifications

### Album
Charts
| Pays             | Durée du classement | Meilleur classement | Date            |
| ---------------- | ------------------- | ------------------- | --------------- |
| Allemagne        | 3 semaines          | 49e                 | 23 août 1982    |
| Canada           | 24 semaines         | 1er                 | 14 août 1982    |
| États-Unis       | 53 semaines         | 5e                  | 7 août 1982     |
| Norvège          | 7 semaines          | 17e                 | 16 août 1982    |
| Nouvelle-Zélande | 12 semaines         | 16e                 | 18 juillet 1982 |
| Royaume-Uni      | 15 semaines         | 2e                  | 16 août 1982    |
| Suède            | 3 semaines          | 32e                 | 17 août 1982    |

Certifications
| Pays        | Association  | Certification | Ventes      | Date             |
| ----------- | ------------ | ------------- | ----------- | ---------------- |
| Canada      | Music Canada | Platine       | 100 000 +   | 1er août 1983    |
| États-Unis  | RIAA         | Platine       | 1 000 000 + | 17 décembre 1990 |
| Royaume-Uni | BPI          | Argent        | 60 000 +    | 24 août 1983     |

### Singles
| Single                  | Chart                  | Durée du classement | Position | Date              |
| ----------------------- | ---------------------- | ------------------- | -------- | ----------------- |
| "Burning Down One Side" | Hot 100                | 6 semaines          | 64e      | 2 octobre 1982    |
| "Burning Down One Side" | Mainstream Rock Tracks | 24 semaines         | 3e       | 14 août 1982      |
| "Burning Down One Side" | RPM Top Singles        | 8 semaines          | 11e      | 2 octobre 1982    |
| "Burning Down One Side" | UK Singles Chart       | 1 semaine           | 73e      | 9 octobre 1982    |
| "Pledge Pin"            | Hot 100                | 5 semaines          | 74e      | 27 novembre 1982  |
| "Pledge Pin"            | Mainstream Rock Tracks | 14 semaines         | 11e      | 14 août 1982      |
| "Slow Dancer"           | Mainstream Rock Tracks | 4 semaines          | 19e      | 31 juillet 1982   |
| "Worse Than Detroit"    | Mainstream Rock Tracks | 16 semaines         | 10e      | 18 septembre 1982 |